# (12932) Conedera
(12932) Conedera (1999 TC12) – planetoida z grupy pasa głównego asteroid okrążająca Słońce w ciągu 3,78 lat w średniej odległości 2,42 j.a. Odkryta 10 października 1999 roku.